# 東海凱基介
東海凱基介（学名：Keijia donghaiensis）为真花介科凱基介屬下的一个种。